# Alien: Resurrection (trò chơi điện tử)
Alien: Resurrection là tựa game bắn súng góc nhìn thứ nhất kinh dị sinh tồn dựa trên bộ phim cùng tên năm 1997. Trò chơi do hãng Argonaut Games phát triển, Fox Interactive phát hành và Electronic Arts phân phối độc quyền cho hệ máy PlayStation. Tựa game này được cho là đã phát minh ra việc dùng cần analog trái và phải để di chuyển thường được sử dụng trong các game bắn súng góc nhìn thứ nhất hiện nay.

## Cốt truyện
Theo đúng cốt truyện cơ bản của bộ phim, trò chơi diễn ra một vài năm sau các sự kiện của Alien 3 và xoay quanh nhân bản của Trung úy Ellen Ripley khi cô cố gắng thoát khỏi con tàu vũ trụ nghiên cứu đầy chủng loại sinh vật ngoài hành tinh xenomorph USM Auriga cùng với một phi hành đoàn gồm toàn lính đánh thuê.

## Lối chơi
Game thuộc vào thể loại bắn súng góc nhìn thứ nhất (FPS) pha trộn các yếu tố của dòng kinh dị sinh tồn. Alien: Resurrection có tất cả mười màn chơi, chín màn đầu diễn ra trong chiếc phi thuyền tràn đầy Xenomorph USM Augria, với màn cuối cùng trên chiếc tàu đánh thuê Betty. Người chơi sử dụng bốn nhân vật khác nhau từ bộ phim. Ripley cho phần lớn game, thỉnh thoảng đổi sang Call, DiStephano hay Christie, với từng loại vũ khí và trang thiết bị đặc biệt của riêng mình. Chủng loại vũ khí trong game gồm có súng laser, shotgun hai nòng, súng phóng lựu, súng Shock, súng phun lửa và súng chống tăng. Người chơi phải hoàn thành nhiệm vụ khác nhau để bám sát diễn biến trong game. Số nhiệm vụ này bao gồm giết nhân bản sinh vật ngoài hành tinh và chui vào ghế phóng thoát hiểm vọt ra khỏi buồng lái phi thuyền. Bên cạnh sinh vật ngoài hành tinh Drone truyền thống, người chơi còn phải đối mặt với những loài marines và facehugger khét tiếng (nếu người chơi được cấy ghép một sinh vật goài hành tinh thì phải lần theo một thiết bị để loại bỏ nó, bằng không chúng sẽ nở ra và trò chơi kết thúc), sau đó chiến đấu với những con trùm như nữ chúa và ấu trùng ngoài hành tinh.

## Nhân vật
| -Ripley- Có màu xanh lá cây và điều khiển gần như tất cả các màn. |
| -Call- Có màu xám và chỉ điều khiển ở màn 2.                      |
| -Distephano- Có màu xanh đậm và chỉ điều khiển ở màn 5.           |
| -Christie- Có màu vàng và chỉ điều khiển ở màn 8.                 |

## Phát triển
Alien: Resurrection ban đầu được bắt đầu như một tựa game kinh dị sinh tồn tương tự như trò Resident Evil. Game được hãng Fox Interactive và Argounaut Games phát hành cho hệ máy Sony PlayStation (cũng có tin đồn là sẽ có trên Sega Saturn, Nintendo 64 và PC nữa) gần với ngày phát hành của bộ phim vào cuối năm 1997. Tuy vậy, tựa game này đã bị hủy bỏ và Argounaut Games liền cho khởi động lại quá trình phát triển từ đầu thành game bắn súng góc nhìn thứ nhất dành cho PlayStation và PC. Sau hàng loạt trì hoãn game mới được phát hành độc quyền cho hệ máy Sony PlayStation vào năm 2000 (10 tháng 10 tại Mỹ và 1 tháng 12 tại châu Âu), ba năm sau khi phim được công chiếu tại các rạp. Các phiên bản PC và Dreamcast đã được lên kế hoạch nhưng bị loại bỏ do doanh số thấp và sự đón nhận tệ hại của bản PlayStation.

## Đón nhận
Trong lúc bộ phim đón nhận nhiều sự đánh giá khác nhau khi phát hành, thì game lại gặp phải phản ứng đáng chú ý hơn, với những lời phê bình khen ngợi bầu không khí của trò chơi và lối chơi thường kinh hãi. Tuy nhiên, những lời chỉ trích lại nhắm vào phần đồ họa, cũng như màn chơi khó khăn khắc nghiệt. Steven Garrett, cựu thành viên GameSpot, cũng chỉ trích các cơ chế điều khiển, mô tả game "hầu như khó lòng điều khiển nổi và độ khó vô lý để mà thưởng thức cho ra hồn". Trớ trêu thay, cơ chế điều khiển sau này sẽ trở thành chuẩn mực dành cho dòng game bắn súng góc nhìn thứ nhất trên các hệ máy console. Website tổng hợp kết quả đánh giá Metacritic chấm cho game số điểm 61 dựa trên 12 lời phê bình, nhấn mạnh đến "sự khác biệt hay các bài đánh giá trung bình".